# Église orthodoxe de Tampere
L’Église orthodoxe de Tampere (finnois : Tampereen ortodoksinen kirkko) ou église de saint Alexandre Nevski et de saint Nicholas (finnois : Pyhän Aleksanteri Nevalaisen ja Pyhän Nikolaoksen kirkko) est une église de style néo-byzantin située en bordure de la place Sorin aukio du quartier de Kyttälä à Tampere en Finlande,.

## Histoire

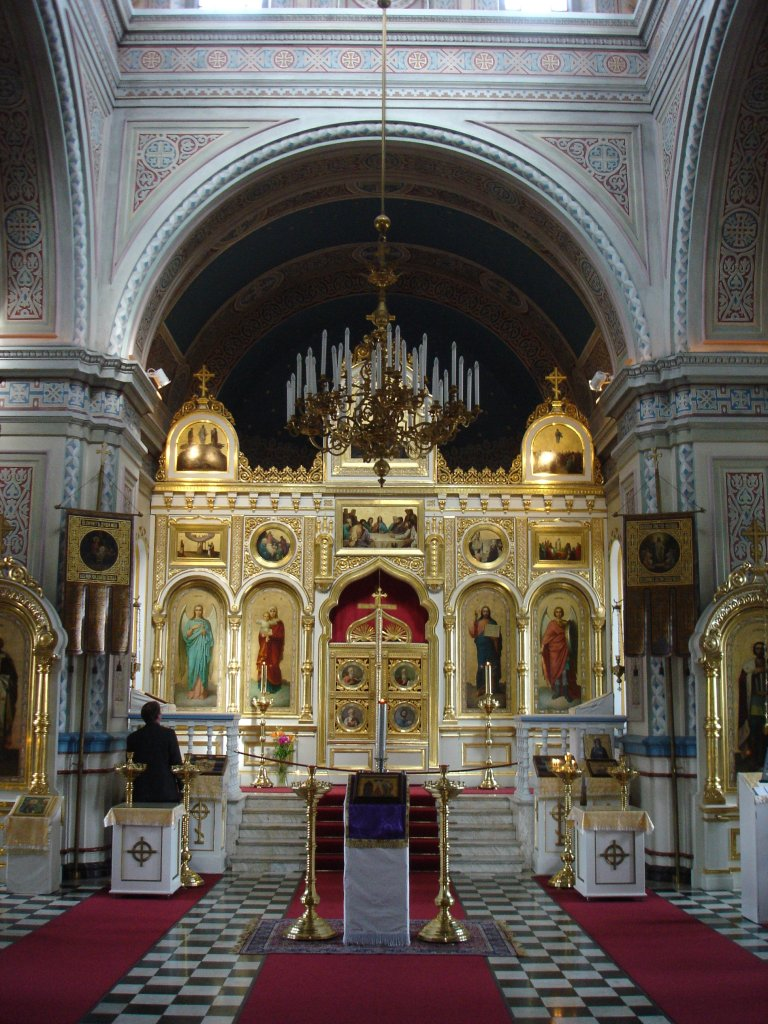
L'iconostase.

Conçue par T. U. Jazukov, elle est construite en 1899.  